# Struthio
Struthio – rodzaj dużych ptaków z rodziny strusiów (Struthionidae).

## Rozmieszczenie goegraficzne
Rodzaj obejmuje gatunki występujące w Afryce.

## Morfologia
Długość ciała samic 175–190 cm, samców 210–275 cm; masa ciała samic 90–110 kg, samców 100–156 kg.

## Systematyka
Rodzaj zdefiniował w 1758 roku szwedzki przyrodnik Karol Linneusz w 10. wydaniu Systema Naturae – publikacji własnego autorstwa poświęconej systematyce. Gatunkiem typowym jest (późniejsze oznaczenie) struś czerwonoskóry (S. camelus).

### Etymologia
- Struthio: łac. struthiocamelus ‘struś’, od gr. στρουθοκαμηλος strouthokamēlos lub στρουθος strouthos ‘struś’ (te ostatnie zwykle stosowane do małych, wróblopodobnych ptaków, ale tu użyte w sensie ‘(wielki) ptak’)[7].
- Struthiolithus: rodzaj Struthio Linnaeus, 1758; gr. λιθος lithos ‘kamień’[8]. Gatunek typowy: †Struthiolithus chersonensis von Brandt, 1872.
- Megaloscelornis: gr. μεγας megas, μεγαλη megalē ‘wielki’; σκελος skelos ‘noga’; ορνις ornis, ορνιθος ornithos ‘ptak’[9]. Gatunek typowy: †Megaloscelornis sivalensis Lyddaker, 1879.
- Pachystruthio: gr. παχυς pakhus ‘gruby’; rodzaj Struthio Linnaeus, 1758[10].

### Podział systematyczny
Do rodzaju należą następujące gatunki:
- Struthio camelus Linnaeus, 1758 – struś czerwonoskóry
- Struthio molybdophanes d’Orbigny, 1834 – struś szaroskóry

a także gatunki wymarłe, w tym:
- Struthio asiaticus[12]